# Olivgrüner Bindenspanner

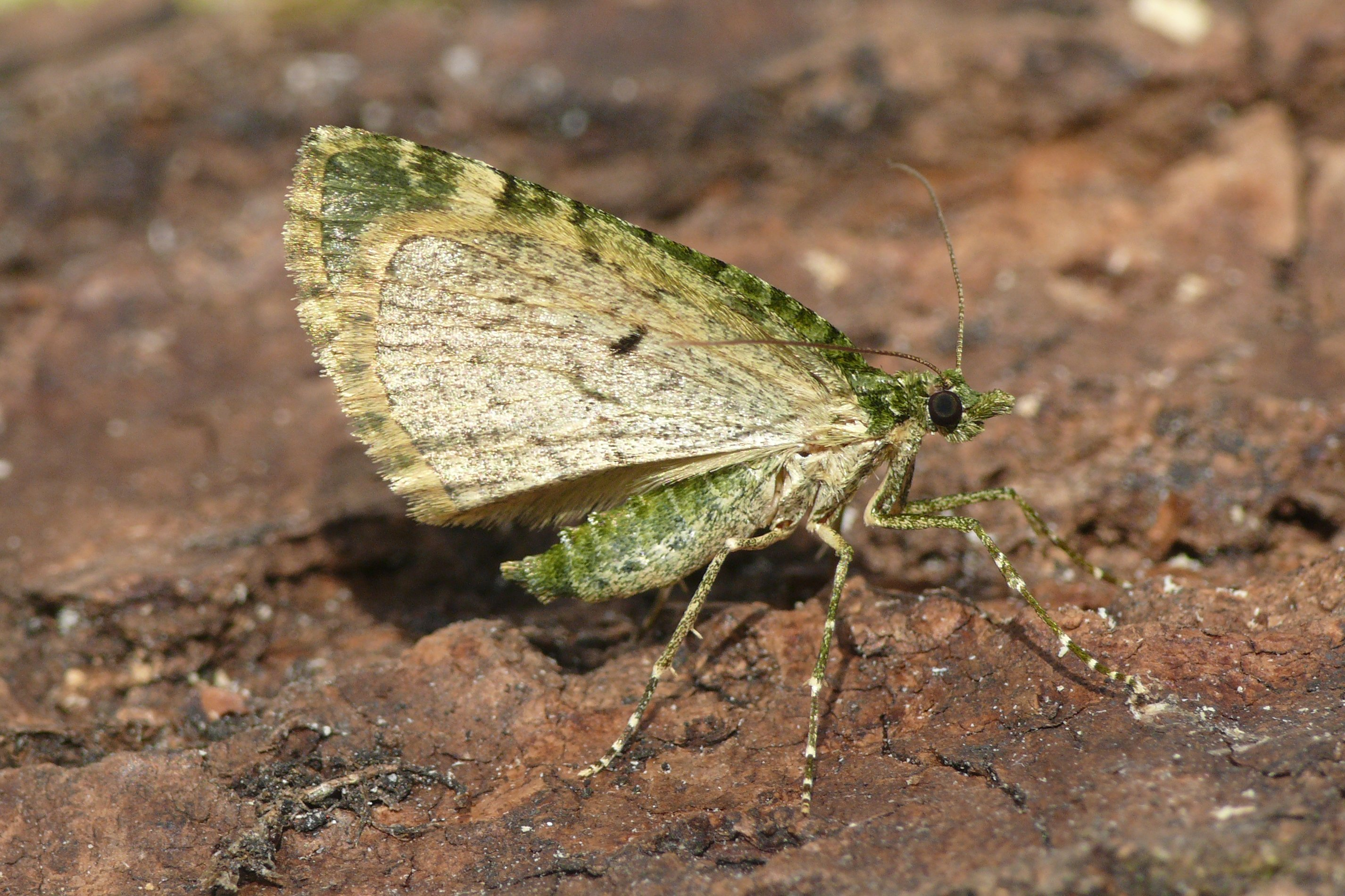
Flügelunterseite des Olivgrünen Bindenspanners

Der Olivgrüne Bindenspanner oder auch Olivgrüne Lindenblattspanner (Chloroclysta siterata) ist ein Schmetterling (Nachtfalter) aus der Familie der Spanner (Geometridae). 

## Beschreibung
Die Flügelspannweite der Tiere beträgt 30 bis 36 Millimeter. Die Fühler klappt der Olivgrüne Bindenspanner in der Ruhestellung unter die Flügel. Der Olivgrüne Bindenspanner kann mit einem weiteren Vertreter der Gattung Chloroclysta verwechselt werden.

### Ähnliche Arten
- Bläulichgrüner Heidelbeer-Blattspanner (Chloroclysta miata) (Linnaeus, 1761)

## Flugzeit
Die nachtaktiven Tiere fliegen in einer Generationen in der Zeit zwischen Anfang September und Ende Oktober. Die weiblichen Tiere überwintern und fliegen dann im folgenden Frühjahr von Mitte März bis Ende Mai. Die Falter werden von Licht angezogen.

## Lebensweise
Die Eiablage erfolgt im Mai. Kurz darauf schlüpfen die Raupen. Sie leben polyphag an Laubbäumen und Sträuchern. Ebert. nennt folgende Fraßpflanzen:
- Zitter-Pappel (Populus tremula)
- Sal-Weide (Salix caprea)
- Stiel-Eiche (Quercus robur)
- Trauben-Eiche (Quercus petraea)
- Roteiche (Quercus rubra)
- Japanische Quitte (Chaenomeles japonica)
- Vogelbeere (Sorbus aucuparia)
- Hundsrose (Rosa canina)
- Blaugrüne Rose (Rosa vosagiaca)
- Japanische Zierkirsche (Prunus serrulata)
- Berg-Ahorn (Acer pseudoplatanus)
- Faulbaum (Frangula alnus)
- Linde (Tilia)

Die Raupen sind fast vollständig unbehaart und tagsüber an den Fraßpflanzen zu finden. Die Zeit der Raupenentwicklung reicht von Juni bis August. Gefolgt vom Puppenstadium, das von August bis September reicht. Die erwachsenen Tiere ernähren sich in der Zeit von September bis Oktober vom Nektar der Efeublüten. Überwinternde Falter konnten in Höhlen, Kellern oder Baumhöhlen noch nicht beobachtet werden, so dass davon ausgegangen wird, dass sie in der Vegetation Unterschlupf finden. Die überwinterten Tiere ernähren sich im frühen Frühjahr von dem Nektar von Weidenkätzchen.

## Verbreitung
Der Olivgrüne Bindenspanner ist in ganz Europa vom mittleren Fennoskandien bis in den Mittelmeerraum und von der Iberischen Halbinsel bis Kleinasien und zum Kaukasus verbreitet.